# Maria Leopoldine xứ Áo-Este
Nữ đại công tước Maria Leopoldine xứ Áo-Este (10 tháng 12 năm 1776 – 23 tháng 6 năm 1848), là Tuyển hầu phu nhân xứ Bayern với tư cách là người vợ thứ hai của Karl Theodor, Tuyển hầu xứ Bayern.
Bà trở thành vợ thứ 2 của Karl Theodor khi mới 18 tuổi, trong khi đó chồng bà đã 70 tuổi. Cuộc hôn nhân này với hy vọng sẽ tạo ra hậu duệ nam hợp pháp để thừa kế ngai vàng Tuyển hầu xứ Bayern, nhưng không thành công, vì Maria không cho chồng đụng đến cơ thể mình, thay vào đó, bà đã công khai ngoại tình với tất cả những người đàn ông cạnh mình, từ người hầu, lính canh cho đến người làm vườn, hành động này nhầm trả đủa và làm xấu mặt người Nhà Habsburg và Wittelsbach, vì đã ép bà vào một cuộc hôn nhân chính trị.